# Izvršni svet Skupščine Socialistične republike Slovenije
Izvršni svet je bil izvršni organ (de facto vlada) Ljudske skupščine Ljudske republike Slovenije (1953-1963) in po Ustavi SRS 1963 izvršni organ Skupščine Socialistične republike Slovenije.
V Ustavi SR Slovenije iz leta 1974 je bil izvršni svet definiran kot »izvršilni organ Skupščine Socialistične republike Slovenije«, ki »je odgovoren Skupščini Socialistične republike Slovenije, v okviru pravic in dolžnosti republike, za stanje na vseh področjih družbenega življenja, za izvajanje politike in izvrševanje zakonov in drugih splošnih aktov Skupščine Socialistične republike Slovenije, kakor tudi za delo republiških upravnih organov«.
Zadnji izvršni svet se je leta 1991 preimenoval v 1. vlado Republike Slovenije.  

## Predsedniki
- Miha Marinko 1953 (prej od 1946 predsednik Vlade LRS)
- Boris Kraigher: 1953 - 1962
- Viktor Avbelj: 1962 - 1965[1]
- Janko Smole: 1965 - 1967
- Stane Kavčič: 1967 - 1972
- Andrej Marinc: 1972 - 1978
- Anton Vratuša: 1978 - 1980
- Janez Zemljarič: 1980 - 1984
- Dušan Šinigoj: 1984 - 1990
- Lojze Peterle: 1990 - 1992 (Izvršni svet oz. 1. vlada Republike Slovenije)